# Gävlefischer

Verteilung der Fischerdörfer in Norrland

Gävlefischer [ˈjɛːvlə-]  (schwedisch gävlefiskarna) wurden Fischer aus der schwedischen Stadt Gävle genannt, die zwischen dem 15. und 19. Jahrhundert entlang der Küste Norrlands Hering fischten. Von 1557 bis 1776 hatten sie ein vom König ausgestelltes Monopol auf den gesamten Fischfang an der etwa 2000 Kilometer langen Küstenlinie. Die Gävlefischer unterhielten neben ihren Wohnsitzen in Gävle entlang der Küste Fischerdörfer, von denen aus sie den Fischfang betrieben. Jährlich segelten die Fischerfamilien im Frühjahr in ihr Dorf, fischten dort den Sommer über und verkauften den produzierten Salzhering im Herbst auf Märkten in Mittelschweden. Hauptsächlich wegen der Konkurrenz anderer Fischer begann ab dem Ende des 16. Jahrhunderts der Niedergang der Fernfahrten. Die letzte Fahrt unternahmen Erik August Grellson und Erik Wilhelm Högberg im Jahr 1899 nach Trysunda.

## Geschichte

### Anfänge
Anfang des 15. Jahrhunderts begannen Fischer aus mittelschwedischen Städten, vor allem aus Gävle, längere Fahrten entlang der Küste von Norrland zu unternehmen, um dort Heringe zu fischen. Neuerungen in der Verarbeitung des gefangenen Fisches, wovon die wichtigste das Einsalzen war, ermöglichten Fernfahrten. Bis ins 14. Jahrhundert aßen die Menschen Ostseeheringe frisch oder getrocknet; erst als Lübecker Kaufleute begannen, Salz aus der Lüneburger Saline in das salzarme Skandinavien zu exportieren, gewann der Fischfang dort an Bedeutung. Den Salzhering verkaufte die Hanse in ganz Europa als Fastenspeise.
Gävle liegt an der Mündung des Gavleån in den Bottnischen Meerbusen und war ursprünglich ein kleines Fischerdorf, das 1446 die Stadtrechte von König Christoph III. erhielt. Anfangs konkurrierten die Gävler Fischer mit denen aus südlicher gelegenen Städten um die besten Fangplätze. 1557 erhielten sie von König Gustav Wasa das alleinige Recht, entlang der Küste von Norrland zu fischen, und führten dafür jede zehnte Tonne Salzhering als Steuer an die Krone ab. Im Jahr 1559 gab es 149 Fischer in verschiedenen Fischerdörfern, die vor allem an der Küste Ångermanlands fischten. Ihr Gesamtfang belief sich in diesem Jahr auf 340 Fässer Heringe.

### Konkurrenz durch andere Fischer und Niedergang
Ende des 16. und Anfang des 17. Jahrhunderts wurden nördlich von Gävle neue Städte gegründet, deren Bewohner versuchten, die Gävlefischer aus ihren Fischfanggründen zu verdrängen. Bei den Auseinandersetzungen kam es mehrmals zu kleinen Schlägereien zwischen den Konkurrenten. 1623 erhielt die Stadt Sundsvall von der Krone einige der besten Fangplätze in Medelpad. Die Gävlefischer durften die Häfen gegen die Zahlung einer Pacht weiterhin nutzen. Das Fischerdorf Ulvöhamn war der bedeutendste Stützpunkt der Gävlefischer und ein wichtiger Verbindungspunkt zwischen Stockholm und dem Norden Schwedens. Dort fand ein eigentlich verbotener reger Handel mit den örtlichen Bauern statt, die vor allem Salz kauften. Auf Betreiben der Bürger von Härnösand, die den lukrativen Handel mit den Bauern selber abwickeln wollten, untersagte ihn der Staat 1646. Fischer und Bauern umgingen das Verbot jedoch. 1668 erreichten die Härnösander Bürger bei König Karl XI. eine Anordnung, die die Gävlefischer zwang, im Frühjahr und Herbst nach Härnösand einzulaufen und sich dort visitieren zu lassen. Dadurch konnte verhindert werden, dass sie im Frühjahr andere Produkte als das zum Einsalzen benötigte Salz und im Herbst die entsprechenden Mengen Salzhering mitführten. Die Fischer beschwerten sich ihrerseits beim König über die zeitraubenden Kontrollen. Als Lösung mussten die Kontrolleure ab 1675 aus Härnösand in die Fischerdörfer fahren, um die Fischer dort zu visitieren. Der illegale Handel endete – unter anderem wegen der hohen Geldstrafen für Gesetzesverstöße – um das Jahr 1700. Im Jahr 1701 stellten die Fischer aus Gävle ihre Fernfahrten nach Medelpad ein, da die Zahl der konkurrierenden Fischer aus Sundsvall stetig stieg. Teilweise fischten die Gävlefischer nun von anderen, weiter nördlich gelegenen Fischerdörfern aus, teilweise wurden sie in Medelpad sesshaft. Ihre Anzahl sank bis 1737 auf 71, sie besuchten weniger Fischerdörfer und diese lagen weiter nördlich als zu Beginn des 17. Jahrhunderts.

Im Jahr 1766 schaffte der König das Wasserregal ab und gab den Landbesitzern ihr Fischereirecht zurück; dadurch verloren die Gävlefischer ihr Vorrecht auf den Fischfang im gesamten Norrland. Sie mussten ihre alten Fischerdörfer pachten, die Fischereifahrten gingen noch gut 100 Jahre lang weiter. Im Oktober 1802 geschah eines der größten Unglücke in der Geschichte der Gävlefischer, als drei Fischer mit ihren Familien auf dem Rückweg nach Gävle in einen Sturm gerieten und ihr Boot vor der Küste Ålands kenterte. Alle siebzehn Insassen ertranken.

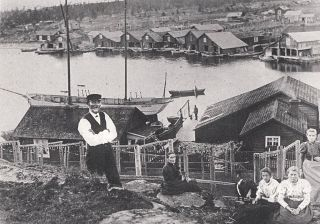
Familie Grellson in Trysunda, 1895

 Der Niedergang der Fischereifahrten hatte viele Ursachen, einer der Hauptgründe war die stärkere Konkurrenz durch andere Fischer. Viele der Gävlefischer kamen ursprünglich aus Ångermanland, ihre Vorfahren waren nach Gävle gezogen und dort Mitglied der Bürgerschaft geworden. Nun entschieden sich immer mehr Fischer, sesshaft zu werden, oft in ihren alten Fischerdörfern. Gründe waren der Wunsch nach besseren Wohnhäusern sowie der Bau von Eisenbahnlinien von der Westküste Schwedens an die Ostküste. Dort hatten bisher die Gävlefischer ihren Salzhering verkauft, mit der Eisenbahn konnte frischer Fisch in großen Mengen transportiert und billiger als der Salzhering verkauft werden. Die Wirtschaft Gävles richtete sich auch immer stärker auf den Handel ein, zusammen mit der beginnenden Industrialisierung wurden dort viele Arbeitskräfte gebraucht. Die letzten Gävlefischer Ende des 19. Jahrhunderts waren Erik August Grellsons Familie und Erik Wilhelm Högberg. Sie segelten zum letzten Mal im Jahr 1899 nach Trysunda. Högberg fuhr noch bis 1914 jedes Jahr im Frühjahr mit einem Dampfschiff nach Skeppsmalen, fischte dort den Sommer über und fuhr im Herbst wieder heim nach Gävle. Als er Weihnachten 1914 starb, endete die Tradition der Gävlefischer endgültig.

## Reise im Frühjahr
Die Fischfahrten begannen um den Monatswechsel April/Mai, wenn das Meereseis zu schmelzen begann. Ins Fischerdorf kam die gesamte Familie und das Gesinde, teilweise fuhren mehrere Familien in einem Boot. Das meiste, was sie den Sommer über brauchten, nahmen die Menschen mit: Hausgerätschaften, Lebensmittel (darunter lebende Tiere), Salz zum Einsalzen und Waren zum Tauschen mit der Lokalbevölkerung. Ihre Netze brachten die Fischer aus Gävle mit, andere Werkzeuge ließen sie den Winter über im Fischerdorf. Die Fässer für den Salzhering wurden nicht mitgeführt, sondern jedes Jahr im Sommer neu gefertigt. Die bis zu 350 Kilometer lange Reise dauerte meistens ein bis zwei Wochen, nach der Überlieferung sollen jedoch einzelne Fischer die Strecke bei günstigen Winden in 48 Stunden zurückgelegt haben.

## Fischerdörfer

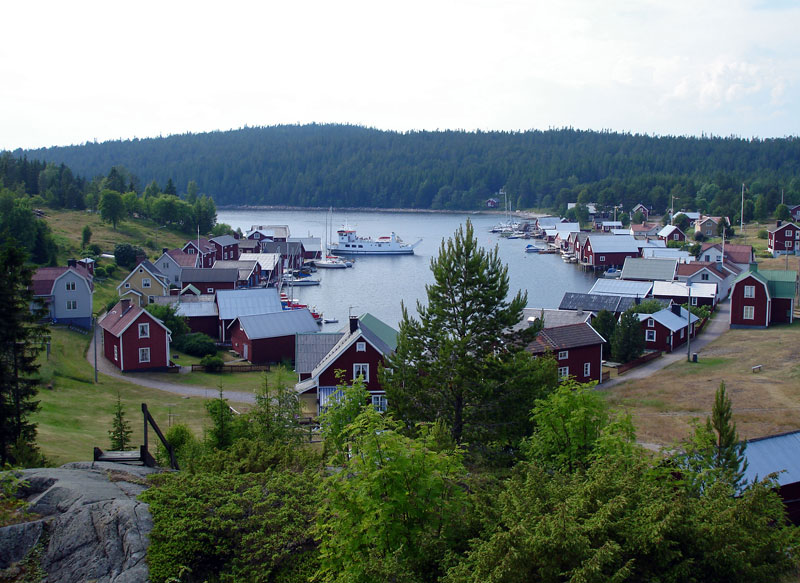
Trysunda, eines der ältesten Fischerdörfer der Gävlefischer.

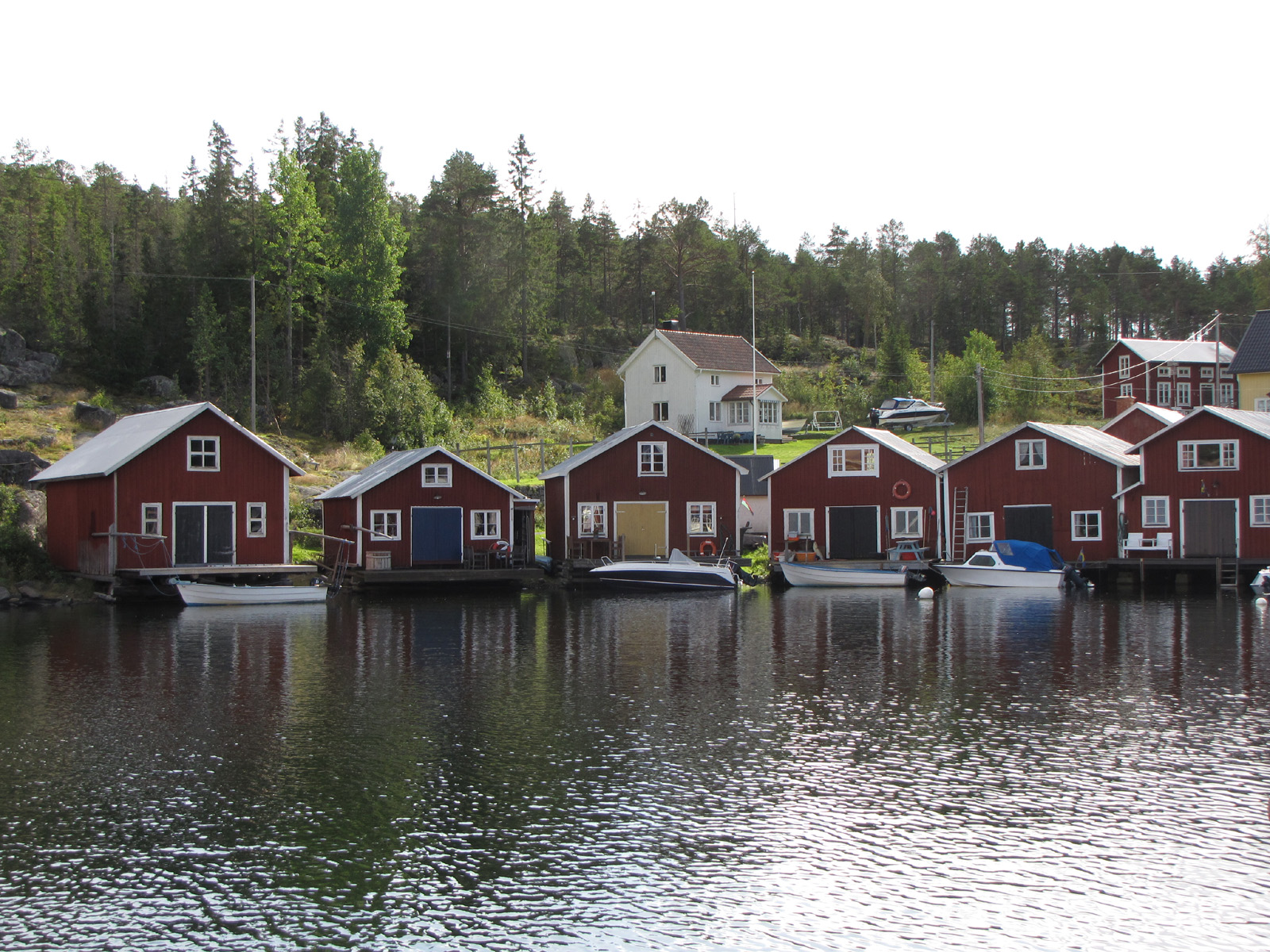
Bootshäuser in Bönhamn

| Fischerdorf    | Kirchspiel | Landskap     |
| -------------- | ---------- | ------------ |
| Långsand       | Älvkarleby | Uppland      |
| Limön          | Gävle      | Gästrikland  |
| Bönan          | Gävle      | Gästrikland  |
| Utvalnäs       | Gävle      | Gästrikland  |
| Eggegrund      | Gävle      | Gästrikland  |
| Lövgrund       | Gävle      | Gästrikland  |
| Vitgrund       | Gävle      | Gästrikland  |
| Edsköklabb     | Hille      | Gästrikland  |
| Iggön          | Hille      | Gästrikland  |
| Säljemar       | Hille      | Gästrikland  |
| Gåsholma       | Hamrånge   | Gästrikland  |
| Axmarby        | Hamrånge   | Gästrikland  |
| Kusökalv       | Hamrånge   | Gästrikland  |
| Rävskär        | Hamrånge   | Gästrikland  |
| Kalvhararna    | Söderhamn  | Hälsingland  |
| Trollharen     | Skog       | Hälsingland  |
| Kultebo        | Söderala   | Hälsingland  |
| Storjungfrun   | Söderhamn  | Hälsingland  |
| Maråker        | Söderala   | Hälsingland  |
| Grimshararna   | Söderhamn  | Hälsingland  |
| Skatön         | Söderhamn  | Hälsingland  |
| Stålnäs        | Norrala    | Hälsingland  |
| Prästgrundet   | Söderhamn  | Hälsingland  |
| Sydosten       | Norrala    | Hälsingland  |
| Sillören       | Norrala    | Hälsingland  |
| Skärså         | Norrala    | Hälsingland  |
| Karskär        | Enånger    | Hälsingland  |
| Ravelsnäs      | Enånger    | Hälsingland  |
| Bergön         | Enånger    | Hälsingland  |
| Sörön          | Enånger    | Hälsingland  |
| Fjäle          | Enånger    | Hälsingland  |
| Vätnäs udde    | Enånger    | Hälsingland  |
| Agön           | Agö        | Hälsingland  |
| Kråkön         | Agö        | Hälsingland  |
| Bergön         | Rogsta     | Hälsingland  |
| Olmen          | Hudiksvall | Hälsingland  |
| Hölick         | Rogsta     | Hälsingland  |
| Kuggörarna     | Rogsta     | Hälsingland  |
| Arnö           | Rogsta     | Hälsingland  |
| Bålsön         | Rogsta     | Hälsingland  |
| Dråsviken      | Rogsta     | Hälsingland  |
| Lakbäcken      | Rogsta     | Hälsingland  |
| Rönnskär       | Rogsta     | Hälsingland  |
| Stensjö        | Rogsta     | Hälsingland  |
| Stockviken     | Rogsta     | Hälsingland  |
| Sågtäkten      | Rogsta     | Hälsingland  |
| Rönnskär       | Harmånger  | Hälsingland  |
| Lönnånger      | Jättendal  | Hälsingland  |
| Jättholmarna   | Jättendal  | Hälsingland  |
| Vitöarna       | Jättendal  | Hälsingland  |
| Härte          | Jättendal  | Hälsingland  |
| Sörfjärden     | Gnarp      | Hälsingland  |
| Vattingen      | Gnarp      | Hälsingland  |
| Sladdhamn      | Gnarp      | Hälsingland  |
| Bäcksand       | Gnarp      | Hälsingland  |
| Fågelharen     | Gnarp      | Hälsingland  |
| Ravelsnäs      | Gnarp      | Hälsingland  |
| Skatan         | Njurunda   | Medelpad     |
| Brämökalv      | Njurunda   | Medelpad     |
| Brämön         | Njurunda   | Medelpad     |
| Lörudden       | Njurunda   | Medelpad     |
| Spikhamn       | Alnö       | Medelpad     |
| Röhamn         | Alnö       | Medelpad     |
| Åstaholmsudden | Tynderö    | Medelpad     |
| Storhamn       | Tynderö    | Medelpad     |
| Skeppshamn     | Tynderö    | Medelpad     |
| Balsviken      | Häggdånger | Ångermanland |
| Svenskär       | Häggdånger | Ångermanland |
| Hemsö          | Hemsö      | Ångermanland |
| Storön         | Nora       | Ångermanland |
| Berghamn       | Nora       | Ångermanland |
| Sörfällsviken  | Nordingrå  | Ångermanland |
| Barsta         | Nordingrå  | Ångermanland |
| Låssman        | Nordingrå  | Ångermanland |
| Bönhamn        | Nordingrå  | Ångermanland |
| Rävsön         | Nordingrå  | Ångermanland |
| Gnäggen        | Nätra      | Ångermanland |
| Norrfällsviken | Nordingrå  | Ångermanland |
| Marviksgrunnan | Nätra      | Ångermanland |
| Ulvöhamn       | Nätra      | Ångermanland |
| Sandviken      | Nätra      | Ångermanland |
| Trysunda       | Nätra      | Ångermanland |
| Grisslan       | Själevad   | Ångermanland |
| Skeppsmalen    | Grundsunda | Ångermanland |
| Skagen         | Grundsunda | Ångermanland |
| Långholmarna   | Grundsunda | Ångermanland |
| Granö          | Grundsunda | Ångermanland |

In ihre Fischerdörfer nahmen die Familien Ziegen und Schafe mit, selten auch Schweine und Kühe. Ziegen waren für die Gävlefischer als Milchlieferanten wichtig, viele Familien besaßen mehrere davon. Ziegen konnten einfacher als Kühe transportiert werden und waren für die kargen Verhältnisse auf den Inseln besser geeignet. Schweine konnten sich an den Fischabfällen fett fressen, ihr Fleisch schmeckte dadurch jedoch leicht tranig.
Die Fischerfamilien lebten anfangs in einfachen Blockhäusern mit einem Raum und dem aus Naturstein gemauerten Kamin. Die Ausstattung beschränkte sich auf Bett, Tisch und Stühle. Ihre Boote zogen die Fischer nach jeder Fahrt an Land. Spätere Häuser hatten mehrere Räume und waren aus Brettern gezimmert, jedoch weiterhin sehr einfach eingerichtet. In einem typischen Fischerdorf standen Anfang des 19. Jahrhunderts Schuppen um eine Bucht herum, am Strand daneben lagen die Boote und oberhalb davon die Wohnhäuser. Bootshäuser zum Schutz vor der Witterung wurden erst Ende des 19. Jahrhunderts errichtet oder die alten Schuppen dazu umgebaut. Die Schuppen, deren Giebel zum Wasser ausgerichtet waren, verwendeten die Fischer zum Lagern von Bottichen, Fässern und Werkzeugen. An der Wasserseite hatten die Gebäude einen Anleger zum Be- und Entladen der Boote. Ursprünglich waren Wohnhäuser und Schuppen nicht gestrichen, erst Anfang des 20. Jahrhunderts bekamen sie ihre falunrote Farbe.
Die Fischer eines Dorfes beschlossen jährlich im Frühjahr gemeinsam Regeln, die für alle Bewohner galten. Sie bestimmten beispielsweise, wie der Fischfang ablaufen und wie den Ärmsten des Dorfes geholfen werden sollte. Als Vorsitzenden der Fischer wählten sie einen Ältesten, den mehrere Beisitzer unterstützten. Der Landshövding vereidigte das Gremium, das juristische Gewalt besaß. Die wichtigste Funktion des Ältesten war, zu kontrollieren, ob alle Fischer die geltenden sozialen Regeln befolgten. Verstöße, etwa kleinere Diebstähle, Schlägereien oder das Leeren der Netze eines anderen Fischers konnte er mit Bußgeldern oder dem Pranger ahnden. Bei groben Verstößen konnte der betreffende Fischer aus dem Fischerdorf verwiesen werden, meistens verhandelten solche Fälle jedoch normale Gerichte. Mit einer Reform zur Vereinheitlichung des Justizsystems schaffte der Staat diese Dorfgerichte 1852 ab.
In den Fischerdörfern errichteten die Gävlefischer kleine Kapellen. Die älteste erhaltene ist die Ulvö gamla kapell von 1622. Die Fischer versammelten sich jeden Sonntag in der Kapelle zum Gebet und zu Vorlesungen aus der Bibel. Da die nächste Kirche oft weit entfernt war, kam der Pfarrer des Kirchspiels nur wenige Male im Jahr ins Dorf. Die Kapellen hatten neben ihrer Funktion als Gebetsraum auch einen praktischen Nutzen: als es in den Fischerdörfern noch keine Schuppen gab, dienten sie im Winter als Lagerplatz für die Werkzeuge der Fischer.
Insgesamt gab es 87 Fischerdörfer, die die Gävlefischer zeitweise nutzten. Die meisten der Dörfer, 43, lagen in Hälsingland, an der Küste zwischen Söderhamn und Sundsvall. Um das Jahr 1800 verteilten sich die Fischerdörfer größtenteils auf Gästrikland und Ångermanland. Die nördlichsten namentlich erwähnten Fischerdörfer lagen auf der Höhe von Örnsköldsvik. Es gab vermutlich noch weiter nördlich gelegene Fangplätze, mehrere Fischerfamilien in Gävle stammten aus der Gegend um Umeå. Meistens waren es zwischen drei und zehn Familien in einem Dorf. Im größten Fischerdorf der Gävlefischer, Ulvöhamn, wohnten im Jahr 1791 maximal 27 Gävlefischer mit ihren Familien. Nebenstehend sind alle 87 Fischerdörfer aufgelistet, die die Gävlefischer im Laufe der Zeit nutzten. Die Dörfer sind von Süden nach Norden geordnet, angegeben sind außerdem das Kirchspiel und die Landskap, in der sie liegen.

## Fang- und Konservierungsmethoden
Den Fischfang betrieben kleine Gruppen von Fischersöhnen und Knechten. Die Familienväter unternahmen im Sommer mit dem großen Boot der Familie Handelsfahrten die Ostseeküste entlang bis nach Danzig und Königsberg. Vom Frühjahr bis Mitte Juli verwendeten die Fischer in Buchten nahe dem Fischerdorf rund 15 Meter breite und 90 Meter lange feinmaschige Ringwaden. Bei dieser Fangmethode waren die Fischer aufeinander angewiesen. Eine Bootsbesatzung zog das Netz zur Hälfte ins Wasser hinaus. Wenn ein Heringsschwarm in die Bucht schwamm, ruderte sie um ihn herum und an Land zurück. Die so entstandene Schlaufe zogen die Fischer immer enger, bis sie den Fang gemeinsam an Land holen konnten. Von Mitte Juli bis Ende September fischten sie mit normalen, zwei Klafter breiten Netzen im offenen Meer. Diese wurden, mit Steinen beschwert, auf den Meeresboden hinabgelassen und durch Schwimmer aufrecht gehalten. Die Auslegung der Netze am Abend geschah gemeinsam, nachts zwischen drei und vier Uhr holten die Fischer sie ein. In kleinen Mengen wurden für den Eigenbedarf auch Lachs und Aal gefischt, um den sonst etwas eintönigen Speiseplan zu bereichern.
Salzhering wurde von Frauen und Männern gemeinsam zubereitet; es begann mit dem Ausnehmen des gefangenen Herings, den man dann einen Tag lang in starke Salzlake einlegte, die dem Fischfleisch das Blut entzog und es eine weiße Farbe annehmen ließ. Nachdem am nächsten Tag die Salzlake in Holzkörben vom Fisch abgelaufen war, wurde er in Bottichen übereinander gelegt und mit Salz bedeckt. Nach rund einer Woche konnte der Fisch in Fässer mit Salzlake gefüllt werden. Eine andere Methode, den Hering haltbar zu machen, war der durch Säuerung hergestellte Surströmming. Nach der Ausweidung und Wäsche des Herings ließ man ihn gründlich abtropfen. Der mit Salz vermischte Hering stand anschließend mehrere Wochen lang in Fässern in der Sonne, danach war er fermentiert und haltbar. Ein kleines Extraeinkommen verdienten sich die Fischer mit den Innereien der Heringe, die sie einen Tag lang in Salzlake einlegten, dann auf Felsen zum Trocknen ausbreiteten und an lokale Bauern verkauften. Diese verwendeten die Innereien als Viehfutter.

## Verkauf und Ertrag
Den Salzhering verkauften die Fischer teilweise im Sommer und Herbst auf lokalen Märkten, bevor die Familien Anfang Oktober zurück nach Gävle fuhren. In Ångermanland befand sich der wichtigste Markt in Nätra, zu dem die örtliche Bevölkerung, Handelsreisende und teilweise Samen kamen. Die Gegend um Nätra war bekannt für ihr Leinen; für den Salzhering bekamen die Gävlefischer Leinentuch, dazu Holzteer, verschiedene Lebensmittel (darunter Geflügel) und in früheren Zeiten auch Felle. Von Gävle  kam der Salzhering nach Bergslagen und Dalarna. Wichtige Handelsplätze für die Gävlefischer waren die jährlich an Mittsommer und im Oktober stattfindenden Märkte in Älvkarleby. Ins südlich gelegene Stockholm verkauften sie nur selten Hering, die dortigen Fischer duldeten keine Konkurrenz. Mit den Einnahmen mussten die Gävlefischer einen Großteil des Lebensunterhalts im Winter und die Fahrt im nächsten Frühjahr finanzieren.
Die Fangmengen der Fischer variierten sehr stark, was auf die jährlichen Schwankungen der Heringsbestände zurückzuführen war. So wurden zum Beispiel im Jahr 1742 insgesamt 6500 Fässer Salzhering produziert, im darauffolgenden Jahr jedoch nur 2700. Einige Jahre später war die Menge wieder auf rund 5000 Fässer gestiegen, die Anzahl der Fischer blieb in dieser Zeit weitgehend konstant. Der Höhepunkt wurde 1816 erreicht, als 10.000 Fässer Salzhering jährlich produziert wurden. 1839 war die Zahl wieder auf 2048 Fässer gesunken, die 117 aktiven Fischer produzierten durchschnittlich 17,5 Fässer. Im Jahr 1844 stellten 105 Fischer insgesamt 3346 Fässer Salzhering her, rund 32 Fässer pro Fischer. 1850 war das letzte sehr produktive Jahr mit einer Jahresproduktion von 5408 Fässern und einem Durchschnitt von 52,5 Fässern bei 103 aktiven Fischern. Danach sanken die Mengen immer weiter, im Jahr 1890 kamen auf 64 Fischer insgesamt nur noch 339 Fässer, durchschnittlich 5 Fässer pro Fischer.
Durch die starken Einkommensschwankungen waren die meisten Fischer darauf angewiesen, Darlehen aufzunehmen, um schlechte Jahre zu überbrücken. In guten Jahren hatten sie genügend Einnahmen, um ein mittelständlerisches Leben zu führen, die Schulden trugen sie jedoch nur selten ab und überschuldeten sich immer mehr. Aufgrund der Steuererklärungen der Gävlefischer wurden 1759 91,8 Prozent von ihnen wegen geringer Fangmengen als „arm“ klassifiziert. Im Jahr 1765 war die Zahl der armen Fischer wieder auf 12,5 Prozent gesunken. Selbst in guten Jahren konnten die Fischer finanziell nicht mit den reichsten Bürgern der Stadt, den Kaufleuten, mithalten. Durch das ständige Auf und Ab konnten die wenigsten wirtschaftliche Reserven bilden, um in wenig produktiven Jahren keine Schulden aufnehmen zu müssen. Höchstens ein Zehntel der Fischer war am Ende ihres Lebens wohlhabender als zu Beginn, mindestens ein Viertel war bettelarm. Wenn ein Fischer seine Galeasse in einem Sturm oder durch Eisgang verlor, war dies oft gleichbedeutend mit dem Bankrott. Das Geld für einen Neubau war meistens nicht vorhanden und die Familie konnte nicht mehr zu ihren Fangplätzen fahren.

## Boote

Anna im Hafen von Gävle, 1899

Für ihre Fernfahrten benutzten die Gävlefischer Galeassen, offene Boote in Klinkerbauweise. Ursprünglich waren sie nur mit einem Großsegel ausgestattet, Mitte des 18. Jahrhunderts änderte sich die Takelung. Die Boote hatten dann Rahsegel an Großmast und Besanmast, dazu Fock und Klüver. Die Größe der Galeassen schwankte stark, die reicheren Fischer konnten bis zu 120 Tonnen laden und führten Handelsfahrten durch. Im Durchschnitt waren die Boote für etwa 30 bis 50 Tonnen ausgelegt, Galeassen ärmerer Fischer konnten teilweise nur mit 15 Tonnen beladen werden. Die letzte für Fernfahrten benutzte Galeasse war Anna, die Anfang des 19. Jahrhunderts gebaut worden war. Sie gehörte Erik August Grellson und hatte eine Größe von 44 Registertonnen. Nachdem Grellson 1895 zum letzten Mal nach Trysunda gesegelt war, verkaufte er das Boot an ein Sägewerk. Nach dem Umbau zum Prahm lief es 1916 bei einem Holztransport vor Söderhamn auf Grund und sank.
In den Fischerdörfern hatten die Fischer kleinere Boote für den täglichen Fischfang. Die größten dieser Ruderboote waren etwa 26 Fuß lang und wurden bei der Ringwadenfischerei verwendet. Zum Fischfang mit normalen Netzen benutzten sie Boote mit einer Länge von rund 24 Fuß. Wie die Galeassen waren die Ruderboote in Klinkerbauweise gebaut, bestanden aus bis zu 14 Querspanten und vier oder fünf Planken. Als Material benutzten die Bootsbauer Fichtenholz, teilweise mit verdrehtem Holz zur Verstärkung.

## Leben in Gävle

Islands Lillån im Jahr 1875, auf der linken Seite stehen noch alte Magazine.

In Gävle wohnten die Fischer in den östlichen Stadtvierteln, an den Östra Lillån und Islands Lillån genannten Mündungsarmen des Gavleån. Am Fluss standen Magazine und Schuppen, an denen die Boote vertäut lagen. Oberhalb davon lagen Scheunen, Speicher und Plumpsklos, ganz oben die zweigeschossigen Wohnhäuser mit den Giebeln zur Straße. Die Grundstücke hatten eine längliche Form, das Wohnhaus belegte fast die gesamte Breite, daneben führte ein Weg zur Freifläche vor den Wirtschaftsgebäuden. Im Gegensatz zu den einfachen Behausungen in den Fischerdörfern waren die Häuser in Gävle komfortabel und geräumig, teilweise sogar luxuriös eingerichtet.
Die Fischer Gävles waren ab 1738 in der Fischersozietät organisiert. Bis zur Mitte des 19. Jahrhunderts waren sie die größte Gruppierung innerhalb der Bürgerschaft Gävles und konnten zusammen mit der Handwerkerzunft bestimmen, welche Personen die Ämter der Stadt bekleideten. Mit einer gemeinsamen Kasse unterstützte die Gemeinschaft arme Mitglieder und Fischerwitwen. Die Fischersozietät musste 1865 aufgelöst werden, da veränderte Gesetze eine andere Rechtsform erforderten. Als Nachfolger entstand der „Fischerverein“. Untereinander pflegten die Fischer enge soziale Kontakte, die meisten von ihnen waren miteinander verwandt. Fremde Fischer konnten leichter Mitglieder der Bürgerschaft werden, wenn sie Fischertöchter oder -witwen heirateten. Durch die Gemeinschaft in den Fischerdörfern kannten sich alle gut, teilweise arbeiteten Söhne oder Töchter eines Fischers als Knechte oder Mägde bei einem anderen. Manchmal nahmen die Gävlefischer im Herbst junge Männer aus der Gegend um ihr Dorf mit nach Gävle. Diese studierten den Winter über an der Universität Uppsala und fuhren im Frühjahr mit den Fischern zurück zu ihren Familien.